# León Cárdenas
León Cárdenas är en ort i Mexiko.   Den ligger i kommunen Álvaro Obregón och delstaten Michoacán de Ocampo, i den södra delen av landet, 210 km väster om huvudstaden Mexico City. León Cárdenas ligger 1 845 meter över havet och antalet invånare är 168.
Terrängen runt León Cárdenas är platt österut, men västerut är den kuperad. Runt León Cárdenas är det ganska tätbefolkat, med 111 invånare per kvadratkilometer. Närmaste större samhälle är Cuitzeo del Porvenir, 12,2 km nordväst om León Cárdenas. Trakten runt León Cárdenas består till största delen av jordbruksmark.